# Adetus costicollis
Adetus costicollis är en skalbaggsart som beskrevs av Bates 1872. Adetus costicollis ingår i släktet Adetus och familjen långhorningar.
Artens utbredningsområde är:
- Guatemala.
- Honduras.
- Nicaragua.
- Panama.

Inga underarter finns listade i Catalogue of Life.